# Benjamin Declercq
Benjamin Declercq (Courtrai, Bélgica, 4 de fevereiro de 1994) é um ciclista profissional belga. Actualmente corre para a equipa profissional francês Arkéa Samsic de categoria UCI ProTeam.
É irmão do ciclista profissional Tim Declercq.

## Palmarés
Não tem ainda vitórias profissionais

## Equipas
- DJ-Matic Kortrijk (2006-2012)
- EFC-L&R-Vulsteke (2013-2016)
- Sport Vlaanderen-Baloise (2017-2019)
- Arkéa Samsic (2020-)